# Provincias de Vietnam
Vietnam es un país del Sudeste Asiático que está dividido en 34 subdivisiones de primer nivel, que comprenden 28 provincias (en vietnamita: tỉnh) y seis municipios bajo el mando del gobierno central (en vietnamita: thành phố trực thuộc trung ương). El número de provincias y ciudades se redujo mediante fusiones en el primer semestre de 2025.
Los municipios son las ciudades de mayor rango en Vietnam. Los municipios son ciudades controladas centralmente y tienen un estatus especial igual al de las provincias.
Las provincias y municipios se dividen en comunas (xã), distritos (phường) y regiones administrativas especiales (đặc khu) como unidades de segundo nivel.

## Gobernancia

### Comité Provincial del Partido Comunista
El Comité Provincial del Partido Comunista (en vietnamita: Đảng bộ Đảng Cộng sản cấp tỉnh o Tỉnh ủy Đảng Cộng sản, o simplemente Tỉnh ủy - Comité Provincial para abreviar) es un subordinado provincial del Partido Comunista de Vietnam. Dado que Vietnam es un estado de partido único, el comité provincial del Partido Comunista es el órgano más destacado de gobierno provincial.
Cada comité provincial del Partido Comunista está encabezado por un secretario (Bí thư). El secretario es el líder de facto de la provincia.

### Consejo Popular
El poder legislativo de una provincia es el Consejo Popular (en vietnamita: Hội đồng Nhân dân o HDND). El Consejo Popular vota sobre las políticas, reglamentos y órdenes para el desarrollo de la provincia.
Los miembros del Consejo Popular se denominan delegados o consejeros (đại biểu) y son elegidos por los habitantes de la provincia. Equivale a la Asamblea Nacional legislativa de Vietnam. El Consejo Popular está encabezado por un presidente (Chủ tịch) y un vicepresidente (Phó Chủ tịch).
El número de concejales varía de una provincia a otra, dependiendo de su población. El Consejo Popular nombra un Comité Popular, que actúa como órgano ejecutivo del gobierno provincial. Esta estructura es una versión algo simplificada de la situación del gobierno nacional de Vietnam. Los gobiernos provinciales están subordinados al gobierno central.

### Comité Popular
El poder ejecutivo de una provincia es el Comité Popular (en vietnamita: Ủy ban Nhân dân o UBND). El Comité Popular es responsable de implementar políticas y ejecutar leyes y órdenes. Equivale al Gobierno ejecutivo de Vietnam. El Comité Popular también gestiona los departamentos provinciales ( Sở ), que son equivalentes a los ministerios.
Los miembros del Comité Popular se denominan comisionados (Ủy viên). El Comité Popular está encabezado por un presidente (Chủ tịch) y vicepresidentes (Phó Chủ tịch), y está compuesto por entre 4 y 7 comisionados. El número de comisionados depende de la población de la provincia. El presidente y los vicepresidentes del Comité Popular también son consejeros del Consejo Popular.

### Tribunal Popular
El poder judicial de una provincia es el Tribunal Popular (Tòa án Nhân dân o TAND). Este tribunal es responsable de los procesos judiciales y los juicios. Equivale al Tribunal Supremo Popular de Vietnam.
El Tribunal Popular está presidido por un juez principal (Chánhán) y está integrado por varios jueces (thẩm phán).

### Departamento de policía
El departamento de policía provincial está bajo el mando directo del Ministerio de Seguridad Pública.

## Lista de provincias
A finales de 2024, la población de Vietnam era de 101 343 800 habitantes. La unidad administrativa de alto nivel más poblada es Ciudad Ho Chi Minh, una de las seis ciudades bajo jurisdicción del gobierno central, con 14 002 598 habitantes dentro de sus límites oficiales. La segunda unidad administrativa más poblada es Hanói, recientemente ampliada, con 8 807 523 habitantes. La menos poblada es Lai Châu, una provincia montañosa en el remoto noroeste, con 512 601 habitantes.
En superficie, la provincia más grande es Lâm Đồng con 24 233.09 km², la más pequeña es Hưng Yên (2 514.81 km²), ubicada en la populosa región del Delta del Río Rojo.
La siguiente es una tabla de las provincias de Vietnam desglosadas por población y área. Los municipios están escritos en negrita.
| Provincia/ciudad   | Capital       | Superficie (en km²) | Población  | Densidad (/km²) | Divisiones administrativas | Divisiones administrativas | Divisiones administrativas          | Región                  |
| Provincia/ciudad   | Capital       | Superficie (en km²) | Población  | Densidad (/km²) | Comunas                    | Distritos                  | Regiones administrativas especiales | Región                  |
| ------------------ | ------------- | ------------------- | ---------- | --------------- | -------------------------- | -------------------------- | ----------------------------------- | ----------------------- |
| Cao Bằng           | Cao Bằng      | 6 700.39            | 573 119    | 85              | 53                         | 3                          | 0                                   | Nordeste                |
| Lạng Sơn           | Lạng Sơn      | 8 310.18            | 881 384    | 106             | 61                         | 4                          | 0                                   | Nordeste                |
| Phú Thọ            | Việt Trì      | 9 361.38            | 4 022 638  | 429             | 133                        | 15                         | 0                                   | Nordeste                |
| Quảng Ninh         | Hạ Long       | 6 207.95            | 1 497 477  | 241             | 22                         | 30                         | 2                                   | Nordeste                |
| Thái Nguyên        | Thái Nguyên   | 8 375.21            | 1 799 489  | 214             | 76                         | 15                         | 0                                   | Nordeste                |
| Tuyên Quang        | Tuyên Quang   | 13 795.50           | 1 865 270  | 135             | 177                        | 7                          | 0                                   | Nordeste                |
| Lào Cai            | Lào Cai       | 13 256.92           | 1 778 785  | 134             | 89                         | 10                         | 0                                   | Noroeste                |
| Điện Biên          | Điện Biên Phủ | 9 539.93            | 673 091    | 70              | 42                         | 3                          | 0                                   | Noroeste                |
| Lai Châu           | Lai Châu      | 9 068.73            | 512 601    | 56              | 36                         | 2                          | 0                                   | Noroeste                |
| Sơn La             | Sơn La        | 14 108.89           | 1 404 587  | 99              | 67                         | 8                          | 0                                   | Noroeste                |
| Bắc Ninh           | Bắc Ninh      | 3 194.72            | 3 619 433  | 1 132           | 66                         | 33                         | 0                                   | Delta del Río Rojo      |
| Hưng Yên           | Hưng Yên      | 2 514.81            | 3 567 943  | 1 418           | 93                         | 11                         | 0                                   | Delta del Río Rojo      |
| Ninh Bình          | Hoa Lư        | 3 942.62            | 4 412 464  | 1 119           | 97                         | 32                         | 0                                   | Delta del Río Rojo      |
| Hanoi              | Hoàn Kiếm     | 3 359.84            | 8 807 523  | 2 621           | 75                         | 51                         | 0                                   | Delta del Río Rojo      |
| Haiphong           | Hồng Bàng     | 3 194.72            | 4 664 124  | 1 459           | 67                         | 45                         | 2                                   | Delta del Río Rojo      |
| Hà Tĩnh            | Hà Tĩnh       | 5 994.45            | 1 622 901  | 270             | 60                         | 9                          | 0                                   | Costa Central del Norte |
| Nghệ An            | Trường Vinh   | 16 486.50           | 3 831 694  | 232             | 119                        | 11                         | 0                                   | Costa Central del Norte |
| Quảng Trị          | Đông Hà       | 12 700              | 1 870 845  | 147             | 69                         | 8                          | 1                                   | Costa Central del Norte |
| Thanh Hóa          | Thanh Hóa     | 11 114.71           | 4 324 783  | 389             | 147                        | 19                         | 0                                   | Costa Central del Norte |
| Huế                | Thuận Hóa     | 4 947.11            | 1 432 986  | 289             | 19                         | 21                         | 0                                   | Costa Central del Norte |
| Đắk Lắk            | Buôn Ma Thuột | 18 096.40           | 3 346 853  | 184             | 88                         | 14                         | 0                                   | Costa Central del Sur   |
| Gia Lai            | Pleiku        | 21 576.93           | 3 583 693  | 166             | 110                        | 25                         | 0                                   | Costa Central del Sur   |
| Lâm Đồng           | Đà Lạt        | 24 233.07           | 3 872 999  | 159             | 103                        | 20                         | 1                                   | Costa Central del Sur   |
| Khánh Hòa          | Nha Trang     | 8 555.86            | 2 243 554  | 262             | 48                         | 16                         | 1                                   | Costa Central del Sur   |
| Quảng Ngãi         | Quảng Ngãi    | 14 832.55           | 2 161 755  | 145             | 86                         | 9                          | 1                                   | Costa Central del Sur   |
| Da Nang            | Hải Châu      | 11 859.59           | 3 065 628  | 258             | 70                         | 23                         | 1                                   | Costa Central del Sur   |
| Đồng Nai           | Biên Hòa      | 12 737.18           | 4 491 408  | 352             | 72                         | 23                         | 0                                   | Sureste                 |
| Tây Ninh           | Tây Ninh      | 8 536.44            | 3 254 170  | 381             | 82                         | 14                         | 0                                   | Sureste                 |
| Ciudad Ho Chi Minh | Saigón        | 6 772.59            | 14 002 598 | 2 067           | 54                         | 113                        | 1                                   | Sureste                 |
| An Giang           | Long Xuyên    | 9 888.91            | 4 952 238  | 500             | 85                         | 14                         | 3                                   | Delta del Río Mekong    |
| Cà Mau             | Cà Mau        | 7 942.39            | 2 606 672  | 328             | 55                         | 9                          | 0                                   | Delta del Río Mekong    |
| Đồng Tháp          | Cao Lãnh      | 5 938.64            | 4 370 046  | 735             | 82                         | 20                         | 0                                   | Delta del Río Mekong    |
| Vĩnh Long          | Vĩnh Long     | 6 296.20            | 4 257 581  | 676             | 105                        | 19                         | 0                                   | Delta del Río Mekong    |
| Cần Thơ            | Ninh Kiều     | 6 360.83            | 4 199 824  | 660             | 72                         | 31                         | 0                                   | Delta del Río Mekong    |

### Provincias históricas de Vietnam

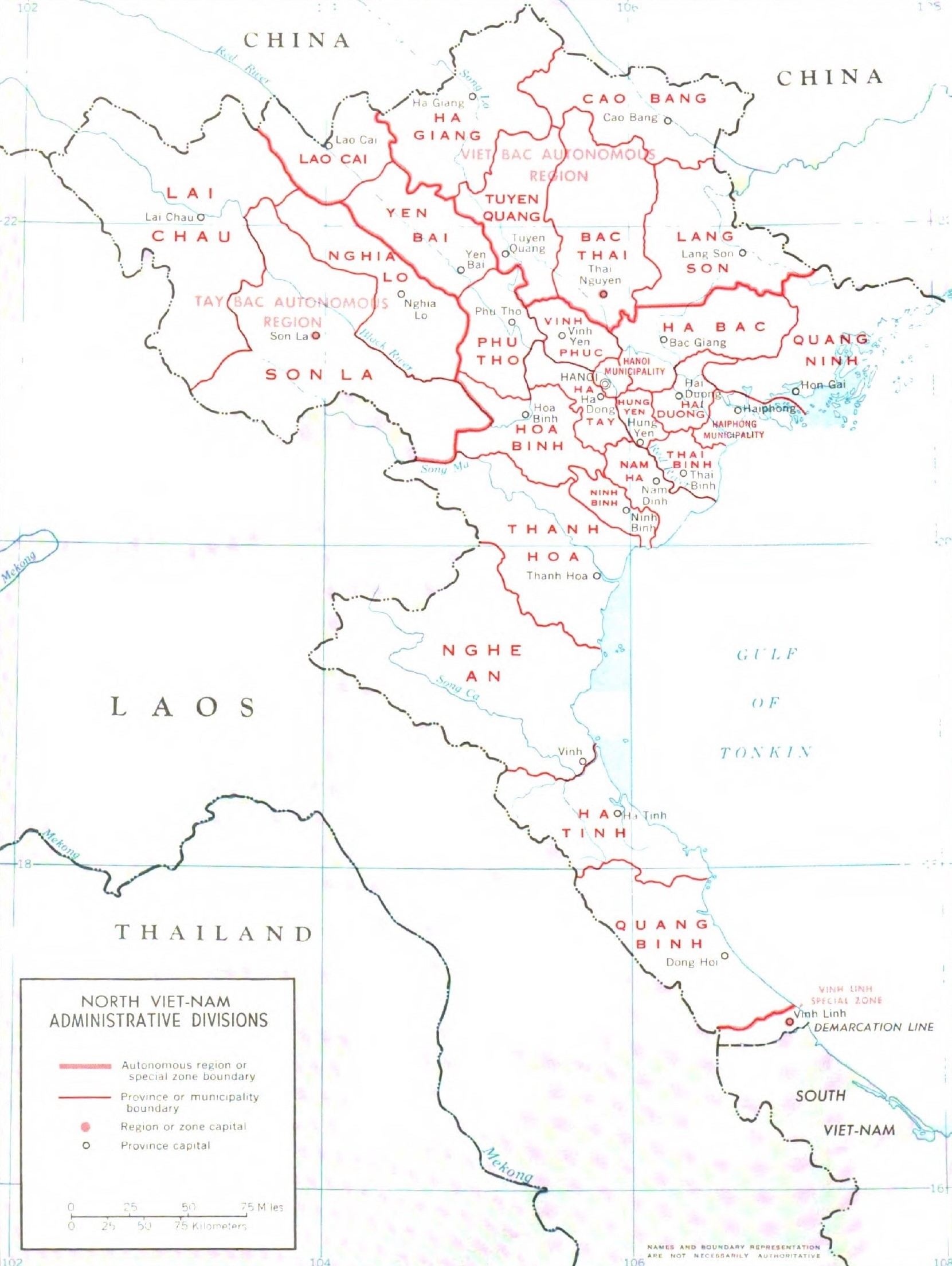
Provincias de Vietnam del Norte en 1967.

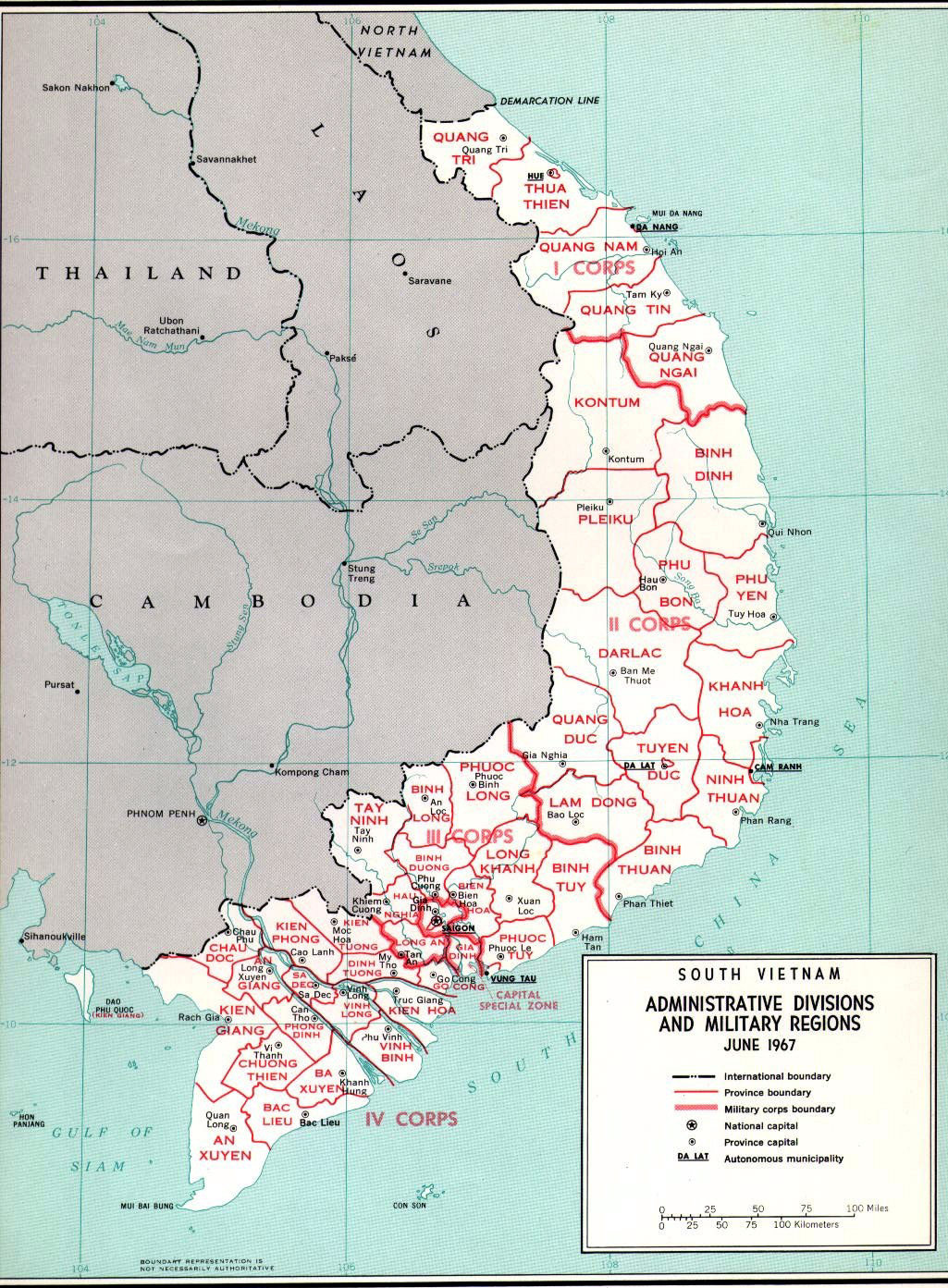
Provincias de Vietnam del Sur en 1967.

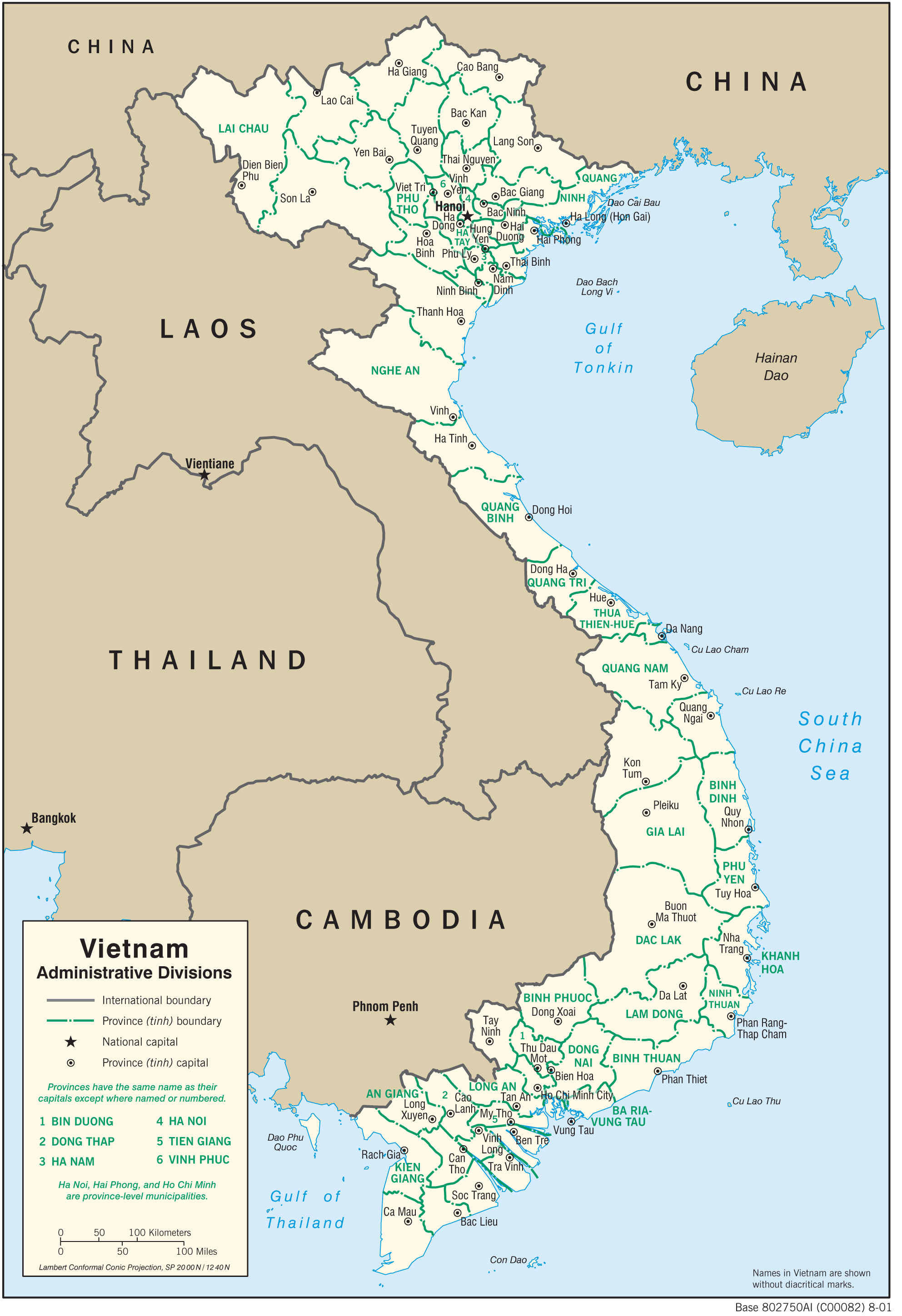
Provincias de Vietnam en 2001.

Provincias de Vietnam en 2009.

- Ái Châu: existió durante la tercera dominación china de Vietnam.
- An Xuyên: existió desde 1956 hasta la reunificación vietnamita de 1976.
- Bà Rịa-Vũng Tàu: existió desde 1991 hasta su fusión con Ciudad Ho Chi Minh en 2025.
- Bạc Liêu: existió desde 1997 hasta su fusión con la provincia de Ca Mau en 2025.
- Bắc Giang: existió desde 1997 hasta su fusión con la provincia de Bac Ninh en 2025.
- Bắc Kạn: existió desde 1997 hasta su fusión con la provincia de Thai Nguyen en 2025.
- Bắc Thái: agrupación administrativa de las provincias de Bac Kan y Thai Nguyen entre 1965 y 1996.
- Bến Tre: existió desde 1976 hasta su fusión con la provincia de Vinh Long en 2025.
- Biên Hòa: existió desde 1832 hasta la reunificación vietnamita de 1976.
- Bình Dương: existió desde 1997 hasta su fusión con la provincia de Ciudad Ho Chi Minh en 2025.
- Bình Định: existió desde 1989 hasta su fusión con la provincia de Gia Lai en 2025.
- Bình Phước: existió desde 1997 hasta su fusión con la provincia de Dong Nai en 2025.
- Bình Thuận: existió desde 1991 hasta su fusión con la provincia de Lam Dong en 2025.
- Bình Trị Thiên: agrupación administrativa de las provincias de Quang Binh, Quang Tri y Thua Thien – Hue entre 1976 y 1992.
- Bình Tuy: existió desde 1956 hasta la reunificación vietnamita de 1976.
- Chợ Lớn: existió desde 1900 hasta 1957.
- Chưông Thiện: existió desde 1961 hasta la reunificación vietnamita de 1976.
- Cửu Long: agrupación administrativa de las provincias de Vĩnh Long y Vĩnh Bình entre 1976 y 1992.
- Đắk Nông: existió desde 2004 hasta que se fusionó con la provincia de Lâm Đồng en 2025.
- Định Tường: existió desde 1832 hasta la reunificación vietnamita de 1976.
- Gia Định: existió desde 1832, se convirtió en la ciudad de Hồ Chí Minh tras la reunificación vietnamita de 1976.
- Gia Lai - Kon Tum: agrupación administrativa de las provincias de Gia Lai y Kon Tum entre 1975 y 1991.
- Gò Công: existió desde 1900 hasta la reunificación vietnamita de 1976.
- Hà Bắc: agrupación administrativa de Bắc Giang y Bắc Novena provincia entre 1962 y 1996.
- Hà Đông: existió desde 1904 hasta 1965.
- Hà Giang: existió desde 1991 hasta que se fusionó con la provincia de Tuyên Quang en 2025.
- Hà Nam: existió desde 1991 hasta que se fusionó con la provincia de Ninh Bình en 2025.
- Hà Nam Ninh: agrupación administrativa de las provincias de Hà Nam, Nam Định y Ninh Bình entre 1975 y 1991.
- Hà Sơn Bình: agrupación administrativa de las provincias de Hà Tây y Hòa Bình entre 1975 y 1991.
- Hà Tây: existió de 1965 a 1975 y de 1991 a 2008, cuando se fusionó con Hanói.
- Hà Tuyên: agrupación administrativa de las provincias de Ha Giang y Tuyen Quang entre 1975 y 1991.
- Hải Hưng: agrupación administrativa de las provincias de Hai Duong y Hung Yen entre 1968 y 1996.
- Hải Dương: existió desde 1997 hasta su fusión con la ciudad de Haiphong en 2025.
- Hau Giang: existió desde 2004 hasta su fusión con la ciudad de Can Tho en 2025.
- Hậu Nghĩa: existió desde 1963 hasta la reunificación vietnamita de 1976.
- Hòa Bình: existió desde 1991 hasta su fusión con la provincia de Phu Tho en 2025.
- Hoang Lien Son: agrupación administrativa de las provincias de Lào Cai y Yên Bái entre 1975 y 1991.
- Hung Hoa: existió desde 1831 hasta 1903.
- Kiên Giang: existió desde 1976 hasta su fusión con la provincia de An Giang en 2025.
- Kon Tum: existió desde 1991 hasta su fusión con la provincia de Quang Ngai en 2025.
- Long An: existió desde 1976 hasta su fusión con la provincia de Tay Ninh en 2025.
- Long Khánh: existió desde 1956 y se convirtió en la provincia de Dong Nai tras la reunificación vietnamita de 1976.
- Minh Hải: agrupación administrativa de las provincias de Ca Mau y Bac Lieu entre 1976 y 1996.
- Nam Định: existió desde 1991 hasta su fusión con la provincia de Ninh Binh en 2025.
- Nghệ Tĩnh: agrupación administrativa de las provincias de Nghe An y Ha Tinh entre 1976 y 1991.
- Nghĩa Bình: agrupación administrativa de las provincias de Quang Ngai y Binh Dinh entre 1975 y 1989.
- Ninh Thuận: existió desde 1992 hasta su fusión con la provincia de Khanh Hoa en 2025.
- Phú Bổn: se separó de la provincia de Pleiku en 1962 hasta 1976.
- Phu Khanh: agrupación administrativa de las provincias de Phu Yen y Khanh Hoa entre 1975 y 1989.
- Phú Yên: existió desde 1989 hasta su fusión con la provincia de Dak Lak en 2025.
- Phước Long: existió desde 1956 hasta la reunificación vietnamita de 1976.
- Phước Thành: existió desde 1959 hasta 1965.
- Phước Tuy: existió desde 1956 hasta la reunificación vietnamita de 1976.
- Quảng Bình: existió desde 1989 hasta su fusión con la provincia de Quang Tri en 2025.
- Quảng Đức: existió desde 1959 hasta 1976.
- Quảng Nam: existió desde 1997 hasta su fusión con la ciudad de Da Nang en 2025.
- Quảng Nam–Đà Nẵng/Quảng Đà: agrupación administrativa de las provincias de Quang Nam y la ciudad de Da Nang, entre 1975 y 1996.
- Quảng Tín: existió desde 1962 hasta la reunificación vietnamita de 1976.
- Sa Đéc: existió desde 1900 hasta la reunificación vietnamita de 1976.
- Sóc Trăng: existió desde 1991 hasta que se fusionó con la ciudad de Cần Thơ en 2025.
- Sông Bé: agrupación administrativa de las provincias de Bình Dương y Bình Phước entre 1976 y 1997.
- Tân An: existió desde 1900 hasta 1956.
- Thái Bình: existió desde 1890 hasta su fusión con la provincia de Hưng Yên en 2025.
- Thừa Thiên Huế, la provincia existió hasta 2025, y actualmente toda la provincia está bajo el control directo de un municipio.
- Thuận Hải: agrupación administrativa de las provincias de Ninh Thuan y Binh Thuan entre 1975 y 1991.
- Tiền Giang: existió desde 1976 hasta su fusión con la provincia de Dong Thap en 2025.
- Trà Vinh: existió desde 1992 hasta su fusión con la provincia de Vinh Long en 2025.
- Tuyên Đức: existió desde 1958 hasta 1976.
- Vĩnh Bình: existió desde 1956 hasta la reunificación vietnamita de 1976.
- Vĩnh Phú: agrupación administrativa de las provincias de Vinh Phuc y Phu Tho entre 1968 y 1996.
- Vĩnh Phúc: existió desde 1997 hasta su fusión con la provincia de Phu Tho en 2025.
- Yên Bái: existió desde 1991 hasta que se fusionó con la provincia de Lao Cai en 2025.